# مادام پمپادور

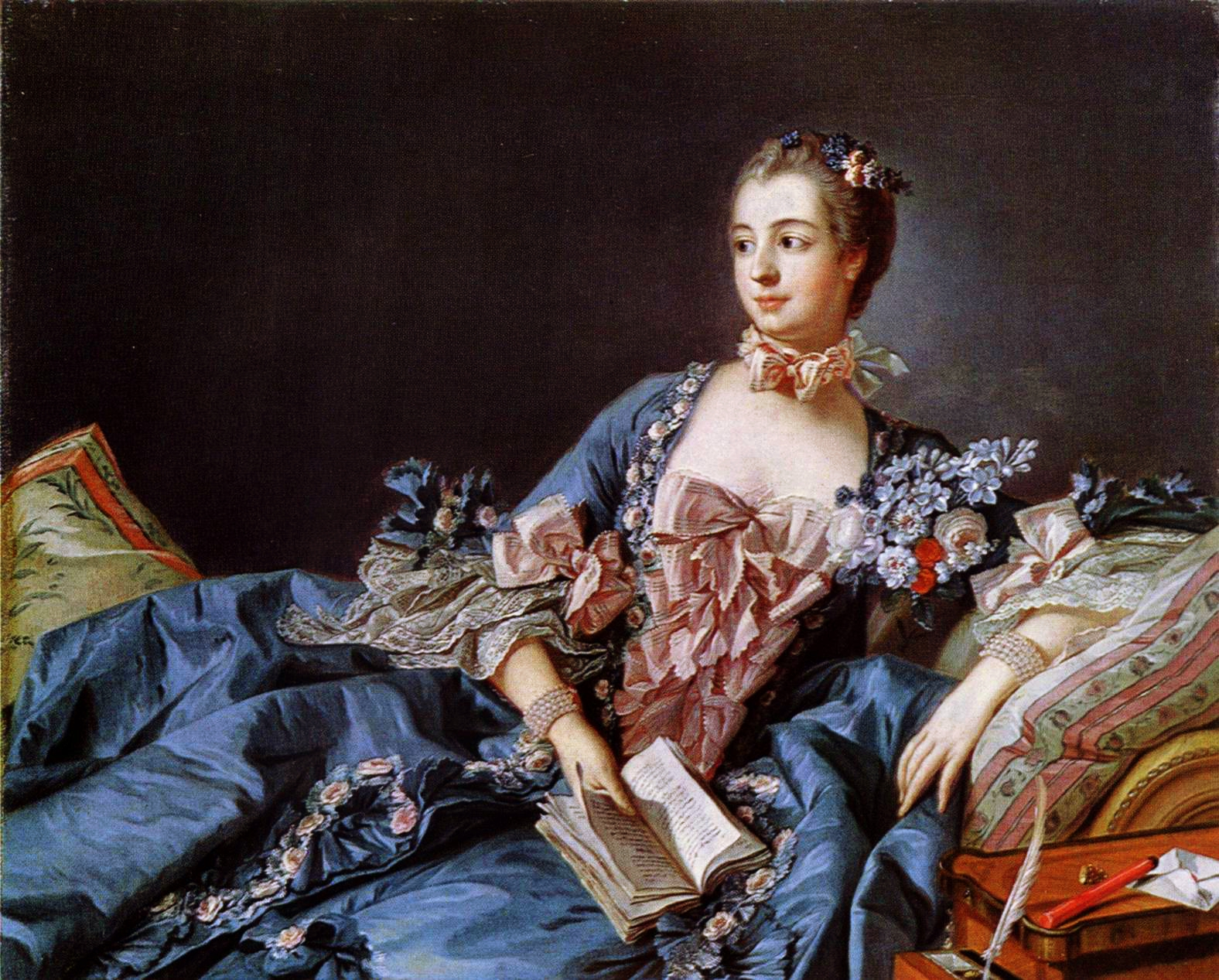
مادام پمپادور اثر فرانسوا بوشه.

مادام پمپادور (به فرانسوی: Madame de Pompadour) ‏(۱۷۲۱–۱۷۶۴) که بیشتر به نام مارکیز دوپمپادور شهرت یافته‌است از زنان زیبای عصر خود و معشوقهٔ شدیداً محبوب و موردعلاقه اصلی لوئی پانزدهم پادشاه فرانسه بود. مادام پمپادور در سن بیست و سه سالگی به دربار فرانسه راه یافت و تا هنگام مرگ از نفوذ بسیار زیادی در پادشاه فرانسه برخوردار بود و قدرتی هم تراز با نخست‌وزیر داشت. دخالت‌های بسیار وی در امور کشور باعث ضعف حکومت فرانسه، شکست در جنگ‌ها و نارضایتی عمومی شد. در سریال دکتر هو از مادام پمپادور استفاده شده‌است وی قدرتی مساوی با نخست‌وزیر و نفوذی بسیار بالاتر از شاه در پادشاهی داشت و با در دست داشتن ذهن لوئی پانزدهم به تمام خواسته‌هایش می‌رسید و به مدت ۱۹ سال تا هنگام مرگ اریکه سلطنت فرانسه را در زیر نگین انگشتری خود آورده بود و از قدرت مطلق سوُاستفاده زیادی می‌کرد.
ویل دورانت در کتاب تاریخ تمدن جلد عصر ولتر می‌نویسد مادام پمپادور که نام اصلی او ژان بوده‌است در سن ۱۶ سالگی با یک بورژاوزی طبقه متوسط ازدواج می‌کند و با خود عهد می‌بندد که به وی وفادار بماند مگر اینکه همسر پادشاه شود. وی از شوهرش دو بچه داشت که مادر ژان ترتیبی داد که او با لویی پانزدهم که در جنگل به شکار می‌رفت همدیگر را ملاقات کنند. به این ترتیب لویی به ایشان علاقه‌مند شده و نام پمپادور را بر وی می‌گذارد. سپس از همسرش طلاق گرفت و معشوقه لویی پانزدهم شد.
مادام پمپادور زن روشنفکری بود و روشنفکران آن زمان مانند شارل منتسکیو فیلسوف و دالامبر ریاضیدان و ولتر تاریخدان و … را به کاخ دعوت می‌کرد و با آنان گفتگو داشت.
مونتسکیو وی را ترکیبی از زیبایی و هوش و سخنوری می‌دانست.
فردریک کبیر شاه پروس و کاترین کبیر ملکه روسیه و ماریای کبیر آرک‌دوشس اتریش هم دوره وی بودند.
از سال ۱۷۵۰ به بعد ایشان دیگر با لویی رابطه زناشویی نداشتند و فردریک کبیر شاه پروس ایشان را دستمال دور ریخته شده نامید.
اما همچنان نفوذ بسیار زیاد فراوانی در پادشاه و دربار داشت و نزدیکترین و مورد اعتمادترین مشاوره و همراه پادشاه لوئی پانزدهم بود.